# Octomeria decumbens
Octomeria decumbens é uma espécie de orquídea (Orchidaceae) originária do Brasil.